# X-Trial de les Nacions
L'X-Trial de les Nacions, conegut anteriorment com a Trial de les Nacions Indoor (des del 2012, l'esdeveniment s'anomena oficialment FIM X-Trial des Nations, abreujat sovint amb l'acrònim X-TDN), és una competició internacional de trial indoor per equips, organitzada per la FIM, que es disputà per primera vegada el 2002. La modalitat a l'aire lliure, anomenada Trial de les Nacions es disputa ininterrompudament des de l'any 1984.
La competició de trial indoor per equips s'inicià l'any 2002 i es disputà fins a l'any 2008, amb la seu sempre a una ciutat espanyola. L'equip espanyol, format íntegrament per catalans, guanyà totes les edicions de 2002 a 2008. En cada edició hi competiren els equips dels tres millors països del moment. Cada equip participava amb tres motociclistes en categoria masculina. L'equip amb menys penalitzacions per al global dels seus participants en resultà campió.
Aquesta competició indoor es reinicià el 2012 amb el nou nom FIM X-Trial des Nations, i amb 2 pilots per país. L'edició inaugural de 2012 fou guanyada per l'equip format per Toni Bou i Albert Cabestany.

## Llista de guanyadors
A 22 d'abril de 2025
| Any  | Campió      | Pilots           | País Seu    | Localitat              |
| ---- | ----------- | ---------------- | ----------- | ---------------------- |
| 2002 | Espanya     | Adam Raga        | Espanya     | Santa Cruz de Tenerife |
| 2002 | Espanya     | Marc Freixa      | Espanya     | Santa Cruz de Tenerife |
| 2002 | Espanya     | Albert Cabestany | Espanya     | Santa Cruz de Tenerife |
|      |             |                  |             |                        |
| 2003 | Espanya     | Adam Raga        | Espanya     | Granada                |
| 2003 | Espanya     | Marc Freixa      | Espanya     | Granada                |
| 2003 | Espanya     | Albert Cabestany | Espanya     | Granada                |
|      |             |                  |             |                        |
| 2004 | Espanya     | Adam Raga        | Espanya     | Santa Cruz de Tenerife |
| 2004 | Espanya     | Marc Freixa      | Espanya     | Santa Cruz de Tenerife |
| 2004 | Espanya     | Albert Cabestany | Espanya     | Santa Cruz de Tenerife |
|      |             |                  |             |                        |
| 2005 | Espanya     | Adam Raga        | Espanya     | Màlaga                 |
| 2005 | Espanya     | Marc Freixa      | Espanya     | Màlaga                 |
| 2005 | Espanya     | Albert Cabestany | Espanya     | Màlaga                 |
|      |             |                  |             |                        |
| 2006 | Espanya     | Toni Bou         | Espanya     | Màlaga                 |
| 2006 | Espanya     | Albert Cabestany | Espanya     | Màlaga                 |
| 2006 | Espanya     | Adam Raga        | Espanya     | Màlaga                 |
|      |             |                  |             |                        |
| 2007 | Espanya     | Toni Bou         | Espanya     | Còrdova                |
| 2007 | Espanya     | Albert Cabestany | Espanya     | Còrdova                |
| 2007 | Espanya     | Adam Raga        | Espanya     | Còrdova                |
|      |             |                  |             |                        |
| 2008 | Espanya     | Toni Bou         | Espanya     | Badajoz                |
| 2008 | Espanya     | Albert Cabestany | Espanya     | Badajoz                |
| 2008 | Espanya     | Adam Raga        | Espanya     | Badajoz                |
|      |             |                  |             |                        |
| 2012 | Espanya     | Toni Bou         | França      | Niça                   |
| 2012 | Espanya     | Albert Cabestany | França      | Niça                   |
|      |             |                  |             |                        |
| 2015 | Espanya     | Toni Bou         | França      | Niça                   |
| 2015 | Espanya     | Albert Cabestany | França      | Niça                   |
|      |             |                  |             |                        |
| 2016 | Espanya     | Adam Raga        | França      | Niça                   |
| 2016 | Espanya     | Jaime Busto      | França      | Niça                   |
|      |             |                  |             |                        |
| 2017 | Espanya     | Toni Bou         | França      | Pau                    |
| 2017 | Espanya     | Jaime Busto      | França      | Pau                    |
|      |             |                  |             |                        |
| 2018 | Espanya     | Toni Bou         | França      | Niça                   |
| 2018 | Espanya     | Miquel Gelabert  | França      | Niça                   |
|      |             |                  |             |                        |
| 2019 | Espanya     | Toni Bou         | França      | Mouilleron-le-Captif   |
| 2019 | Espanya     | Jaime Busto      | França      | Mouilleron-le-Captif   |
|      |             |                  |             |                        |
| 2020 | Espanya     | Toni Bou         | França      | Liévin                 |
| 2020 | Espanya     | Jaime Busto      | França      | Liévin                 |
| 2021 | No disputat | No disputat      | No disputat | No disputat            |
| 2022 | Cancel·lat  | Cancel·lat       | Cancel·lat  | Cancel·lat             |
| 2023 | No disputat | No disputat      | No disputat | No disputat            |
| 2024 | No disputat | No disputat      | No disputat | No disputat            |
| 2025 | Espanya     | Toni Bou         | França      | Niça                   |
| 2025 | Espanya     | Jaime Busto      | França      | Niça                   |
| Any  | Campió      | Pilots           | País Seu    | Localitat              |

1. ↑  Primera edició com a X-Trial des Nations.